# Histoire de l'informatique de gestion
L’histoire de l'informatique de gestion est l'histoire de l'ensemble des connaissances, des technologies, et des outils en rapport avec la gestion de données, c'est-à-dire la collecte, la vérification et l'organisation de grandes quantités d'informations. L'informatique de gestion a de nombreuses applications pratiques dans les entreprises : listes de clients, de fournisseurs, de produits, comptabilité, etc.
En informatique de gestion, les informations sont souvent placées dans des bases de données et traitées par l'intermédiaire de logiciels spécialisés que sont les Systèmes de gestion de base de données.
L’informatique de gestion constitue, avec les utilisations militaires, industrielles et scientifiques, l'un des domaines essentiels d'application qui ont permis le développement rapide de l'informatique. On peut même dire que l'informatique de gestion est en grande partie à l'origine des méthodes modernes de conception et de réalisation.

## Prémices
Avant que l'informatique proprement dite n'apparaisse, son ancêtre la mécanographie traitait des tâches de gestion. Ainsi, la première application mécanographique a permis le traitement automatisé du recensement américain de 1890. Dans les années 1930, la mécanographie fut employée à des fins de recensement, mais aussi à des fins de gestion industrielle.

## Années 1950 à 1970
À partir des années 1950 aux États-Unis, puis dans les années 1960 en Europe, les entreprises et les administrations ont réalisé les avantages prodigieux qu'elles pourraient tirer de l'informatique : du traitement des résultats d'un recensement ou d'une élection, à la comptabilité et à la gestion des stocks, la capacité des ordinateurs à enregistrer, traiter et restituer de grandes quantités de données, ainsi que la relative simplicité des traitements nécessaires permettaient à la fois :
- de réduire considérablement les délais de traitement ;
- de réaliser des économies très significatives par rapport à un traitement manuel.

Ainsi à partir des années 1970, des firmes comme par exemple IBM, Honeywell et Bull, ont conçu des machines et aussi des programmes d'abord destinés aux grandes organisations (services administratifs et fiscaux, sécurité sociale, banques, compagnies d'assurances, mutuelles, etc.). Grâce à leur succès croissant, ces fabricants ont diversifié leur offre en même temps que se sont constituées des compagnies concurrentes. Le COBOL est rapidement devenu le principal langage de programmation pour les applications de gestion et a permis de constituer des milliers de programmes sur mesure, tout en étendant l'utilisation de l'informatique à tous les domaines de la gestion :
- la comptabilité : comptabilité générale, comptabilité analytique (aujourd'hui on parlera plutôt du contrôle de gestion)…
- la facturation des clients et le règlement des fournisseurs,
- le suivi des comptes bancaires, la gestion de la trésorerie et la prévision financière,
- la paye et le traitement social des salariés,
- la planification et le suivi de la production de l'entreprise,
- l'organisation et la mesure de l'efficacité commerciale,

Réalisant combien l'informatique pouvait leur faire gagner en compétitivité, les entreprises et les grandes collectivités locales se sont donc équipées et ont progressivement organisé leur service informatique interne, au sein desquels sont apparues des métiers en nombre croissant :
- analystes,
- programmeurs,
- pupitreurs,
- opérateurs de saisie,
- etc.

Ainsi, par additions successives, services publics et sociétés se sont chacun constitué un patrimoine applicatif de plus en plus étendu (on parle souvent de millions de lignes de code), qu'il a bien fallu maintenir au cours du temps, pour l'adapter :
- fonctionnellement à l'évolution permanente des besoins, de la concurrence et des contraintes règlementaires ;
- techniquement au progrès rapide des ordinateurs, des systèmes d'exploitation et des réseaux de communication.

Néanmoins, le développement et l'entretien de ces programmes de complexité croissante comportaient un inconvénient majeur :
les délais et les coûts informatiques augmentaient si vite qu'il devenait de plus en plus difficile de satisfaire les besoins de plus en plus variés exprimés par les autres services utilisateurs de l'entreprise.

## Années 1980 à 1990
Dans les années 1980-1990, l'informatique de gestion a donc progressivement évolué :
- en planifiant à plus long terme les choix techniques et organisationnels (schémas directeurs) ;
- par la mise au point de méthodes (MERISE) et d'outils (AGL, automates d'exploitation) permettant d'industrialiser et de rationaliser la réalisation, l'exécution et la maintenance des programmes ;
- par la diversification des langages de programmation (néanmoins le COBOL restera longtemps le plus utilisé) ;
- en tirant parti des progrès considérables de la miniaturisation et de l'augmentation vertigineuse des capacités de stockage et des performances des ordinateurs et des réseaux ;
- par l'emploi croissant des réseaux publics pour transmettre des données avec d'autres entreprises ou administrations (systèmes d'échanges bancaires, EDI…)[2] ;
- par la multiplication et la spécialisation croissante des activités de l'informatique (conseil, expression de besoins, architecture, documentation, tests, formation, assistance, dépannage, etc.) ;
- en réutilisant le plus possible de solutions existantes, en particulier en se procurant des logiciels initialement conçus pour d'autres sociétés et en les adaptant au moindre coût aux spécificités de l'entreprise.

Ce dernier point a beaucoup influencé les évolutions de l'informatique en général :
- standardisation du matériel et des systèmes d'exploitation pour éviter des mises à niveau et des tests incessants ;
- enrichissement du vocabulaire technique par d'innombrables concepts et acronymes (voir jargon informatique)
- modélisation et conception des systèmes (par exemple architecture client-serveur, orientation objet, modèle ISO, ASN.1, XML) ;
- normalisation des protocoles d'échanges : SQL pour que différents programmes puissent alimenter et extraire sélectivement les données d'un SGBD, X.500 ou LDAP pour mutualiser un annuaire et gérer la sécurité d'accès, POP et SMTP ou X.400 pour échanger des messages, NFS, FTAM ou FTP pour transférer des fichiers, RPC pour interroger un autre programme, etc. ;
- apparition de progiciels et de sociétés de service dont la spécialisation accrue a permis de réduire les coûts de réalisation, d'exploitation et de maintenance tout en augmentant les fonctionnalités des systèmes d'information.

Simultanément se sont très largement répandus les mini puis les micro-ordinateurs qui ont permis aux entreprises moyennes puis de plus en plus petites, ainsi qu'aux collectivités locales et aux associations de s'équiper de programmes très standardisés et simples d'emploi : comptabilité, paye, gestion commerciale, allocations ou prestations sociales, etc. Les grandes firmes ont également pu entreprendre la décentralisation partielle de leurs systèmes informatiques, soit pour équiper succursales ou filiales, soit pour bénéficier des économies rendues possibles par l'emploi de systèmes en plus grand nombre mais moins complexes (downsizing).
En particulier, les années 1990 ont vu l'adoption rapide d'une catégorie particulière de logiciels de gestion, les progiciels de gestion intégrés ou PGI (en anglais ERP) dont la richesse et la relative universalité illustrent bien cette tendance des entreprises à renoncer à des programmes sur-mesure, à décentraliser et à uniformiser leur gestion à l'échelle de toute l'entreprise. De même beaucoup de grandes entreprises et administrations publiques ont désormais recours à l'externalisation (en anglais Facility Management) d'une partie ou de la totalité de leur service informatique, afin de concentrer leurs efforts sur les activités où elles se sentent plus efficaces.
Au cours de la même période, le mouvement dit d'orientation client a donné naissance à des solutions de gestion de la relation client (en anglais CRM), qui associent le plus souvent informatique et téléphonie, voire internet, pour garantir la prise en compte immédiate et sans faille des commandes et des réclamations des clients, ainsi que leur information sur les livraisons, le service après-vente, les nouveautés, etc.
Toujours à la même époque, les entreprises industrielles ont pu mettre en œuvre des Systèmes de gestion de données techniques qui harmonisent la production documentaire, la nomenclature des pièces et sous-ensembles, les procédés de fabrication, la gestion de la production et des stocks.
La mise en place de telles solutions est souvent la conséquence de l'intervention de consultants, dont certains cabinets sont devenus très influents. Ils remettent en question l'organisation de l'entreprise et les méthodes de travail et préconisent des solutions nouvelles (Business Process Engineering).
Il est toutefois apparu que les progiciels de gestion intégrés, dont le déploiement a été largement tiré par les contraintes du passage informatique à l'an 2000, ne permettaient pas toujours de traiter les spécificités des métiers de l'entreprise.

## Années 2000
Plus récemment, on constate une forte expansion des solutions de gestion électronique des documents, notamment liée aux progrès technique et à la baisse des prix des solutions de numérisation (scanneur)s, de stockage (disques durs, CD-RW, DVD, et graveurs associés) et de restitution d'images (imprimantes laser couleur).
Enfin, le fort taux d'équipements informatique des entreprises, qui est souvent considéré comme un atout compétitif, a très largement contribué à la baisse des prix des matériels et des réseaux, ainsi qu'à leur plus grande ergonomie, sans lesquels le développement fulgurant de l'informatique familiale et de l'internet n'aurait probablement pas eu lieu.
Désormais pour fédérer de multiples systèmes et ainsi pouvoir consolider l'information de plusieurs services et sociétés partenaires (entreprises en réseau) on utilise des systèmes de communication plus ou moins normalisés qui facilitent l'échange de données et même la collaboration (on parle d'interopérabilité) entre des programmes d'origines diverses. Ainsi grâce au middleware un programme peut puiser des informations dans plusieurs bases de données sans en connaître les spécificités. Les entrepôts de données (datawarehouse) et les outils d'aide à la décision (Data Mining) facilitent le rapprochement et donc l'analyse des données provenant de plusieurs systèmes d'information.
Le développement mondial du réseau internet a influencé les choix techniques des entreprises : l'utilisation des protocoles TCP/IP s'est généralisée, beaucoup de programmes de gestion sont réalisés comme ceux du Web, à tel point que l'on distingue aujourd'hui :
- l'Intranet réservé à l'entreprise elle-même ;
- l'Extranet ouvert à ses partenaires (clients, fournisseurs ou co-traitants).

De même, sous l'impulsion du World Wide Web Consortium (W3C), la technologie XML et tous ses dérivés (WSDL, XML-RPC), qui décrivent la structuration des données et les interfaces d'échanges, sont en voie d'adoption par un grand nombre des éditeurs de logiciels et des services informatiques, et vont peu à peu permettre à des programmes de sources variées d'exploiter mutuellement leurs possibilités.
L'interopérabilité informatique est appelée à se fonder sur des frameworks globaux tels que RDF, et sur l'utilisation massive de métadonnées.